# Iván Córdoba
Iván Ramiro Córdoba Sepúlveda (Rionegro, 11. kolovoza 1976.) kolumbijski je umirovljeni nogometni reprezentativac i bivši član talijanskog Intera. Nakon dugogodišnjeg igranja za Inter, poslije karijere je postao sportski direktor.

## Karijera

### Klupska karijera
Nakon karijere u rodnoj Kolumbiji, Iván Córdoba se afirmirao kao igrač u argentinskom San Lorenzu. Dobrim igrama privukao je pažnju mnogih jakih europskih klubova na sebe. Nakon što je odbio ponudu madridskog Reala, Córdoba je u zimskom prijelaznom roku potpisao ugovor za milanski Inter. Transfer vrijedan 16 mil. eura, potpisan je u siječnju 2000. godine.
Prirodna pozicija ovog igrača je središnji obrambeni, no svestrani je obrambeni igrač, koji može igrati na bilo kojoj poziciji u obrani. Tako ponekad zna igrati na poziciji desnog beka, ili čak lijevog beka.
Zbog odličnih igara na visokoj razini, bio je 13 godina član Intera. Unatoč visini od svega 173 cm, Córdoba je odličan skakač, igra dobro glavom te svoje zgoditke najčešće postiže glavom.
Krajem listopada 2009., Córdoba je na utakmici protiv Palerma (5:3 pobjeda Intera) skupio jubilarni 400-ti nastup za milanski klub. U tu brojku uračunati su svi prvenstveni, kup i superkup nastupi, kao i europski nastupi, uključujući i kvalifikacijske utakmice za Kup UEFA i Ligu prvaka.
Iván Córdoba, prilikom tog osobnog jubileja, izjavio je: "Moja priča s Interom se nastavlja i uvijek ću osjećati veliki ponos, ali i zadovoljstvo, što i dalje mogu pomoći u svemu. I što igram za ovaj predivni klub".
Krajem 2009. godine, tijekom zimskog prijelaznog roka, Manchester City bio je zainteresiran za kupnju Ivána Córdobe. Naime, sadašnji trener Cityja, a bivši trener Intera, Roberto Mancini, htio je dovesti kolumbijskog braniča u svoj klub.
Naime, Ivána Córdoba je nakon deset godina u klubu htio promijeniti sredinu. Jedan od razloga je bio što ga je tadašnji Interov trener José Mourinho nije stavljao u igru koliko bi to kolumbijski veteran želio.

### Reprezentativna karijera
Iván Córdoba kapetan je kolumbijske reprezentacije. S Kolumbijom je nastupao na Svjetskom prvenstvu u Francuskoj 1998.
Córdoba je s Kolubijom osvojio Copa America 2001. godine koje se održavalo u njegovoj domovini. Zanimljivo je spomenuti da je upravo Córdoba zabio jedini pogodak na finalnoj utakmici protiv Meksika i donio Kolumbiji naslov južnoameričkog prvaka.

## Osvojeni trofeji

### Klupski trofeji
| Klub        | Trofej              | Godina  |
| Italija     | Italija             | Italija |
| ----------- | ------------------- | ------- |
| Inter Milan | Serie A             | 2006.   |
| Inter Milan | Serie A             | 2007.   |
| Inter Milan | Serie A             | 2008.   |
| Inter Milan | Serie A             | 2009.   |
| Inter Milan | Serie A             | 2010.   |
| Inter Milan | Talijanski kup      | 2005.   |
| Inter Milan | Talijanski kup      | 2006.   |
| Inter Milan | Talijanski kup      | 2010.   |
| Inter Milan | Talijanski Superkup | 2005.   |
| Inter Milan | Talijanski Superkup | 2006.   |
| Inter Milan | Talijanski Superkup | 2008.   |

### Reprezentativni trofeji
| Trofej       | Godina    |
| Kolumbija    | Kolumbija |
| ------------ | --------- |
| Copa America | 2001.     |

## Privatni život
Córdoba je otac dvoje djece - Paloma i Maria Belen.
On je osnivač humanitarne organizacije, pod nazivom "Colombia Te Quiere Ver Association".

## Vanjske poveznice
- Statistika igrača na national-football-teams.com